# Vikingskipet
Vikingskipet (no. Statek wikingów), właśc. Hamar Olympiske Anlegg AS (HOA) – hala sportowo-widowiskowa w Hamar (Norwegia). Jedna z aren Igrzysk Olimpijskich w 1994. Jedyna hala, w której odbyły się zawody żużlowe z cyklu GP.
Vikingskipet została wybudowana z myślą o Igrzyskach Olimpijskich w Lillehammer. Stąd też oficjalna nazwa hali Hamar Olympiske Anlegg AS. Zwyczajowo jednak używa się określenia Vikingskipet, co znaczy Statek wikingów. Gdyby obrócić halę do góry nogami, wyglądałaby właśnie jak statek.

## Zastosowanie hali
Hala ma szerokie zastosowanie. Odbywały się tutaj m.in. zawody lekkoatletyczne, łyżwiarstwa szybkiego, mecze piłkarskie, hokejowe, a także koncerty i wystawy.
Od 1996 r. odbywa się tutaj coroczna impreza "demoparty" The Gathering.
Vikingskipet jest znana także z tego, że jest pierwszą (i jak dotąd jedyną) halą, w której odbyły się zawody żużlowe z cyklu GP. Co prawda zawody żużlowe bywają organizowane w halach, jednak nigdy nie w ramach mistrzostw świata. W latach 2002–2004 odbyły się tutaj trzy rundy Grand Prix Norwegii. W hali powstawał w ciągu kilku dni tor czasowy. Park maszyn został zlokalizowany w tunelach pod trybunami. Hala ostatecznie nie przyjęła się w żużlu, bowiem hałas, jaki wydają motocykle, nie rozchodził się na zewnątrz, a pył spod kół był uciążliwy dla kibiców.
W 2007 hala zadebiutowała w Rajdach WRC - w dniach 15-18 lutego odbył się tutaj jeden z etapów Rajdu Norwegii.